# Š’-che-c’
Š’-che-c’ (čínsky v českém přepisu Š’-che-c’, pchin-jinem Shíhézǐ, znaky 石河子, ujgursky شىخەنزە‎) je městská podprefektura v provincii Sin-ťiang v Čínské lidové republice. Má plochu přibližně 7529 čtverečních kilometrů a k roku 2005 v ní žilo přes půl miliónu obyvatel.

## Poloha
Š’-che-c’ leží na Manasu, který jím protéká k severu, na jižním okraji Džungarské pánve a severním okraji hřebene Borochoro.

## Dějiny
Místo k výstavbě Š’-che-c’ vybral v roce 1951 generál Wang Čen jako vhodné pro založení nové základny pro Čínskou lidovou osvobozeneckou armádu. Stalo se jedním z měst, které vybudoval a nadále spravuje Sinťiangský výrobní a stavební sbor.

## Demografie
K roku 2010 výrazně převažovali Chanové (přibližně 350 tisíc, tj. 92 %) následovaní Chueji (15 tisíc, 4 %), Ujgury (8 tisíc, 2 %) a Kazachy (3 tisíce, necelé procento).